# Vetenskapsåret 1999

## Händelser

### Astronomiochrymdfart
- Mars - USA:s obemannade rymdsond Mars Pathfinder påbörjar huvuduppdraget: att med hjälp av kameror från en låg höjd kartlägga hela på planeten Mars.
- 16 april - Nytt planetsystem upptäckt i Andromedagalaxen.[1]
- 26 juni - Rymdsonden Cassini passerar Venus [2].

Totala solförmörkelsen den 11 augusti, sedd från Frankrike.

- 11 augusti - En total solförmörkelse är från Jorden synlig i Atlanten, Europa, sydvästra Asien och Indien [3].
- 18 augusti - Rymdsonden Cassini passerar Jorden [2].
- 3 december - Amerikanska rymdsonden Mars Polar Lander landar på Mars, men på grund av tekniskt fel får markkontrollen i Pasadena[förtydliga] inte kontakt med sonden.[4]
- Okänt datum - För första gången lyckas astronomer räkna ut hur fort universum expanderar genom den så kallade Hubblekonstanten.[1]
- Okänt datum - För första gången sedan 1979 passerar Neptunus närmare Solen än Pluto [3].

### Fysik
- 15 juni - Sveriges regering beslutar att Barsebäck I kan stängas i november 1999.[1]
- 30 november - Sverige stänger ner Barsebäck 1.[4]

### Medicin
- 5 april - Malaysia masslaktar grisar som sprider hjärnhinneinflammation till människor. 86 personer har omkommit, och 430 000 grisar slaktats.[1]
- 13 maj - AIDS uppges vara största dödsorsaken i Afrika, där den ligger bakom vart femte dödsfall.[1]
- 30 juni - I Sverige döms Cancer- och allergifonden att betala 8,5 miljoner SEK i skatt då bara en tredjedel av de insamlade pengarna gått till forskning.[1]
- 7 augusti - Fattigsjukdomen TBC sprids snabbt i Ryssland, där 42 000 nya fall registrerats under årets sex första månader.[1]

## Pristagare
- Bigsbymedaljen: Ali Mehmet Celal Sengor [5]
- Copleymedaljen: John Maynard Smith
- Davymedaljen: Malcolm Chisholm
- Göran Gustafssonpriset:
  - Molekylär biologi: Thomas Perlmann
  - Fysik: Per Delsing
  - Matematik: Johan Håstad
  - Medicin: Göran Akusjärvi
- Ingenjörsvetenskapsakademien utdelar Stora guldmedaljen till Gideon Gerhardsson
- Nobelpriset:[6]
  - Fysik: Gerardus 't Hooft, Martinus J.G. Veltman
  - Kemi: Ahmed Zewail
  - Fysiologi/Medicin: Günter Blobel
- Steelepriset: Michael Crandall, John Forbes Nash, Serge Lang och Richard Kadison
- Turingpriset: Frederick P. Brooks
- Wollastonmedaljen: John Frederick Dewey [7]

## Avlidna
- 15 februari – Henry Way Kendall, 72, amerikansk fysiker, nobelpristagare.
- 21 februari – Gertrude B. Elion, 81, amerikansk biokemist och farmakolog, nobelpristagare.
- 25 februari – Glenn T. Seaborg, 86, amerikansk kemist och kärnfysiker, nobelpristagare.
- 3 mars – Gerhard Herzberg, 94, tysk-kanadensisk kemist och fysiker, nobelpristagare.
- 28 april – Arthur L. Schawlow, 77, amerikansk fysiker, nobelpristagare.
- 16 november – Daniel Nathans, 71, amerikansk mikrobiolog, nobelpristagare.

### Fotnoter
1. 1 2 3 4 5 6 7   När Var Hur 2000. Forum
2. 1 2   När Var Hur 2006. DN
3. 1 2  Så funkar universum, James Muirden
4. 1 2   När Var Hur 2001. DN
5. ↑  ”Geological Society”. Arkiverad från originalet den 5 juni 2011. https://web.archive.org/web/20110605101836/http://www.geolsoc.org.uk/gsl/society/history/page753.html. Läst 13 april 2011.
6. ↑  ”Nobelpriset”. http://nobelprize.org/nobel_prizes/lists/all/index.html. Läst 10 april 2011.
7. ↑  ”Geological Society”. Arkiverad från originalet den 5 juni 2011. https://web.archive.org/web/20110605102217/http://www.geolsoc.org.uk/gsl/society/history/page750.html. Läst 14 april 2011.